# 베링거 (기업)
베링거(Behringer)는 스위스 엔지니어 울리 베링거(Uli Behringer)가 1989년 1월 25일 독일 빌리히(Willich)에서 설립한 오디오 장비 회사이다. 베링거는 신시사이저, 믹서, 오디오 인터페이스 및 앰프를 포함한 장비를 생산한다. 베링거는 울리 베링거가 회장을 맡은 지주 회사인 뮤직 트라이브(Music Tribe, 구 뮤직 그룹, Music Group)가 소유하고 있다.

## 같이 보기
- 신시사이저